# Novoletni koncert dunajskih filharmonikov

Novoletni koncert dunajskih filharmonikov je vsakoletni koncert klasične glasbe orkestra Dunajske filharmonije. Poteka na dan novega leta popoldne v »Veliki dvorani« (Großer Saal) Musikvereina na Dunaju. Izvajajo skladbe dinastije Strauss in njihovih sodobnikov. Na koncertu so v publiki večkrat prisostvovali tudi slovenski politiki; leta 2006 je bil na povabilo kanclerja Wolfganga Schüssla gost predsednik vlade Janez Janša, leta 2012 je bil častni gost predsednik Republike Slovenije Danilo Türk, leta 2023 pa predsednica državnega zbora Urška Klakočar Zupančič.

## Zgodovina
Prvi koncert so izpeljali 31. decembra 1939 kot dobrodelni koncert na pobudo Hitlerjeve NSDAP, kot zbiranje sredstev za ogrevanje revežev. Na novega leta dan je bil koncert prvič izveden dve leti kasneje. Oba koncerta je vodil Clemens Krauss. Najdaljši staž med dirigenti je s 25 koncerti postavil avstrijski dirigent Willi Boskovsky, ki ga je po odstopu za šest let zamenjal ameriški dirigent Lorin Maazel. Čez nekaj let so se odločili, da bodo vodenje orkestra na koncertu vsako leto predali drugemu dirigentu. 
Novoletni koncert leta 2021 so zaradi ukrepov preprečevanja širjenja novega koronavirusa prvič v zgodovini izvedli brez navzočnosti publike v dvorani.

## Dirigenti
| Leta vodenja orkestra                    | Ime in priimek       | Narodnost | Opomba                                   |
| ---------------------------------------- | -------------------- | --------- | ---------------------------------------- |
| 1939, 1941–1945, 1948–1954               | Clemens Krauss       | Avstrija  |                                          |
| 1946, 1947                               | Josef Krips          | Avstrija  |                                          |
| 1955–1979                                | Willi Boskovsky      | Avstrija  |                                          |
| 1980–1986, 1994, 1996, 1999, 2005        | Lorin Maazel         | ZDA       | Prvi neavstrijski dirigent.              |
| 1987                                     | Herbert von Karajan  | Avstrija  |                                          |
| 1988, 1991                               | Claudio Abbado       | Italija   |                                          |
| 1989, 1992                               | Carlos Kleiber       | Avstrija  |                                          |
| 1990, 1995, 1998, 2007, 2015             | Zubin Mehta          | Indija    |                                          |
| 1993, 1997, 2000, 2004, 2018, 2021, 2025 | Riccardo Muti        | Italija   |                                          |
| 2001, 2003                               | Nikolaus Harnoncourt | Avstrija  |                                          |
| 2002                                     | Seiji Ozawa          | Japonska  |                                          |
| 2006, 2012, 2016                         | Mariss Jansons       | Latvija   |                                          |
| 2008, 2010                               | Georges Pretre       | Francija  |                                          |
| 2009, 2014, 2022                         | Daniel Barenboim     | Argentina |                                          |
| 2011, 2013, 2023                         | Franz W. Möst        | Avstrija  |                                          |
| 2017                                     | Gustavo Dudamel      | Venezuela | Najmlajši dirigent v zgodovini koncerta. |
| 2019, 2024                               | Christian Thielemann | Nemčija   |                                          |
| 2020                                     | Andris Nelsons       | Latvija   |                                          |
| 2026                                     | Yannick Nézet-Séguin | Kanada    |                                          |

### Po letih
| Leto       | Dirigent             | Narodnost | Opomba                                  |
| ---------- | -------------------- | --------- | --------------------------------------- |
| 1939– 1945 | Clemens Krauss       | Avstrija  |                                         |
| 1946– 1947 | Josef Krips          | Avstrija  |                                         |
| 1948– 1954 | Clemens Krauss       | Avstrija  |                                         |
| 1955– 1979 | Willi Boskovsky      | Avstrija  |                                         |
| 1980– 1986 | Lorin Maazel         | ZDA       | prvi neavstrijski dirigent              |
| 1987       | Herbert von Karajan  | Avstrija  |                                         |
| 1988       | Claudio Abbado       | Italija   |                                         |
| 1989       | Carlos Kleiber       | Avstrija  |                                         |
| 1990       | Zubin Mehta          | Indija    |                                         |
| 1991       | Claudio Abbado       | Italija   |                                         |
| 1992       | Carlos Kleiber       | Avstrija  |                                         |
| 1993       | Riccardo Muti        | Italija   |                                         |
| 1994       | Lorin Maazel         | ZDA       |                                         |
| 1995       | Zubin Mehta          | Indija    |                                         |
| 1996       | Lorin Maazel         | ZDA       |                                         |
| 1997       | Riccardo Muti        | Italija   |                                         |
| 1998       | Zubin Mehta          | Indija    |                                         |
| 1999       | Lorin Maazel         | ZDA       |                                         |
| 2000       | Riccardo Muti        | Italija   |                                         |
| 2001       | Nikolaus Harnoncourt | Avstrija  |                                         |
| 2002       | Seiji Ozawa          | Japonska  |                                         |
| 2003       | Nikolaus Harnoncourt | Avstrija  |                                         |
| 2004       | Riccardo Muti        | Italija   |                                         |
| 2005       | Lorin Maazel         | ZDA       |                                         |
| 2006       | Mariss Jansons       | Latvija   |                                         |
| 2007       | Zubin Mehta          | Indija    |                                         |
| 2008       | Georges Pretre       | Francija  |                                         |
| 2009       | Daniel Barenboim     | Argentina |                                         |
| 2010       | Georges Pretre       | Francija  |                                         |
| 2011       | Franz Welser-Möst    | Avstrija  |                                         |
| 2012       | Mariss Jansons       | Latvija   |                                         |
| 2013       | Franz Welser-Möst    | Avstrija  |                                         |
| 2014       | Daniel Barenboim     | Argentina |                                         |
| 2015       | Zubin Mehta          | Indija    |                                         |
| 2016       | Mariss Jansons       | Latvija   |                                         |
| 2017       | Gustavo Dudamel      | Venezuela | najmlajši dirigent v zgodovini koncerta |
| 2018       | Riccardo Muti        | Italija   |                                         |
| 2019       | Christian Thielemann | Nemčija   |                                         |
| 2020       | Andris Nelsons       | Latvija   |                                         |
| 2021       | Riccardo Muti        | Italija   | koncert brez publike v dvorani          |
| 2022       | Daniel Barenboim     | Argentina |                                         |
| 2023       | Franz Welser-Möst    | Avstrija  |                                         |
| 2024       | Christian Thielemann | Nemčija   |                                         |
| 2025       | Riccardo Muti        | Italija   |                                         |
| 2026       | Yannick Nézet-Séguin | Kanada    |                                         |

## Program
Koncert je sestavljen iz skladb dinastije Strauss (Johann starejši, Johann mlajši, Josef ...) njihovih in sodobnikov. Koncert se tradicionalno prične 1. januarja ob 11.15 uri s prvim delom, dolgim slabih 30 minut. Za njim sledi odmor ki ga v televizijskem prenosu zapolnijo s kratkimi filmi, ki največkrat govorijo umetnosti. Ob 12.15 uri se prične drugi del koncerta, z dodatkom traja do okoli 13.45 ure. Na koncertih skozi leta spreminjajo repertoar, razen zadnjih dveh skladb v dodatku, Na lepi modri Donavi in Marš Radetzkega. Pred skladbo Na lepi modri Donavi dirigent skupaj s filharmoniki poslušalcem ob novem letu vošči "Prosit Neujahr!".

## Televizijski prenos
Dogodek prenaša avstrijska nacionalna radiodifuzna služba ORF – od 1989 do 1993, 1997 do 2009 in ponovno leta 2011 pod vodstvom Briana Largeja – in ga posreduje prek Evrovizijske mreže Evropske radiodifuzne zveze večini večjih radiodifuznih organizacij v Evropi. 1. januarja 2013 je bil koncert med drugim prikazan na Één in La Une v Belgiji, ZDF v Nemčiji, France 2 v Franciji, BBC Two v Združenem kraljestvu, Rai 2 v Italiji (z nekaj ur zamude), RSI La 1 v Švici, La 1 v Španiji, ČT2 na Češkem, TV Slovenija 1 v Sloveniji, RTP1 na Portugalskem in TVP2 na Poljskem. Ocenjeno število občinstva je približno 50 milijonov, v 73 državah leta 2012, v 93 državah v letu 2017 in v 95 državah v letu 2018.
Zunaj Evrope je koncert prikazan tudi na PBS v Združenih državah (začetek leta 1985, kot del antologije uprizoritvenih umetnosti Great Performances, v skrajšani obliki), CCTV na Kitajskem od leta 1987 (od leta 1989 se predvaja v živo, razen leta 1990) hkrati pa ga od leta 2013 v živo prenašajo tudi na kitajski televiziji CNR, NHK na Japonskem od leta 1973, MetroTV v Indoneziji, KBS v Južni Koreji in SBS v Avstraliji. Od leta 2006 je bil koncert predvajan tudi gledalcem v več afriških državah (Bocvana, Lesoto, Malavi, Mozambik, Namibija, Esvatini, Zambija in Zimbabve). V Latinski Ameriki koncert predvaja La Red v Čilu, v Gvatemali, Ekvadorju in Boliviji. Indonezijska MetroTV prenaša koncert, čeprav zamuja štiri do pet dni. Koncert je bil leta 2010 prvič predvajan v Mongoliji, Mozambiku, Šrilanki ter Trinidadu in Tobagu.

### Komentatorji TV Slovenija
| Leto | Komentator   |
| ---- | ------------ |
| 2018 | Jure Longyka |
| 2019 | Igor Velše   |
| 2020 | Maja Moll    |
| 2021 | Igor Velše   |
| 2022 | Maja Moll    |
| 2023 | Maja Šumej   |
| 2025 | Maja Šumej   |

## Slovenci v orkestru
V orkestru dunajske filharmonije na novoletnem koncertu igrata tudi kontrabasist Iztok Hrastnik ter violinistka Petra Kovačič. 
Leta 1987 je koncert vodil dirigent Herbert von Karajan, ki je bil po mamini strani Slovenec.

## Vstopnice
Vstopnice za enega najbolj priljubljenih koncertov klasične glasbe se gibljejo od okoli 35 evrov pa vse do 1200 evrov. Sistem za nakup je zaradi izjemnega zanimanja nekoliko neobičajen. V začetku leta se lahko, navadno od 2. januarja do konca februarja, zainteresirani na spletni strani Filharmonije prijavijo na žreb. Če so izžrebani, lahko vstopnico tudi kupijo. 
Nekateri sedeži so določeni za avstrijske družine in se prenašajo iz roda v rod.